# 国民解放社
国民解放社（こくみんかいほうしゃ）は昭和初期の国粋主義の政治団体。

## 概要
無政府主義から日本主義へと転向した最初の団体。佐藤栄三・宮越信一郎・川口慶介らが結成した。愛郷塾などと同様に「農本主義」・「農民自治」を掲げていた。横浜・松本・水戸などに支部を有していた。